# إسماعيل غارسيا
إسماعيل غارسيا (بالإسبانية: Ismael García)‏ هو سياسي فنزويلي، ولد في 1954 في فنزويلا. حزبياً، نشط في حزب الطليعة التقدمية. وقد انتخب عضو مجلس نواب فنزويلا.